# Adelaida de Barcelona
Adelaida de Barcelona (també Adalaida, Adelet, Adelets, Adalaisa o Adalauda), coneguda com a Bonafilla (918-993) fou la primera abadessa del monestir de Sant Pere de les Puel·les de Barcelona i, posteriorment, del monestir de Sant Joan de les Abadesses.

## Biografia
Filla de Sunyer I de Barcelona i Riquilda de Tolosa, es casà molt jove amb el seu oncle Sunifred II d'Urgell del qual no va tenir descendència. Substituïa una abadessa de nom desconegut, que havia estat amistançada del seu pare i que va resultar funesta per a l'esperit de la regla monàstica. El seu abadiat a Sant Pere de les Puel·les va ser del 945 al 949, any en què va passar a ser abadessa del monestir de San Joan del Ter (ara de les Abadesses) fins al 955. Alguns historiadors sostenen que va tenir un tercer abadiat (segon a Sant Pere de les Puel·les) entre el 986 i el 993, després de l'ocupació d'Al-Mansur, ja que torna a aparèixer una Adelaida a l'abaciologi, però no s'han trobat prou proves per concloure que siguin la mateixa persona.